# Nadezhda Chernyshova
Nadezhda Chernyshova –en ruso, Надежда Чернышёва– (21 de marzo de 1951) es una deportista soviética que compitió en remo como timonel.
Participó en los Juegos Olímpicos de Montreal 1976, obteniendo una medalla de plata en la prueba de cuatro scull con timonel. Ganó una medalla de bronce en el Campeonato Mundial de Remo de 1978.

## Palmarés internacional
| Juegos Olímpicos   | Juegos Olímpicos          | Juegos Olímpicos  | Juegos Olímpicos         |
| Año                | Lugar                     | Medalla           | Prueba                   |
| ------------------ | ------------------------- | ----------------- | ------------------------ |
| 1976               | Montreal (Canadá)         | Medalla de plata  | Cuatro scull con timonel |
| Campeonato Mundial |                           |                   |                          |
| Año                | Lugar                     | Medalla           | Prueba                   |
| 1978               | Cambridge (Nueva Zelanda) | Medalla de bronce | Cuatro scull con timonel |